# Бай-Буляк
Бай-Буляк — деревня в Тукаевском районе Татарстана. Входит в состав Яна-Булякского сельского поселения.

## География
Находится в северо-восточной части Татарстана на расстоянии приблизительно 26 км на юг по прямой от районного центра города Набережные Челны.

## История
Основана в 1920-х годах.

## Население
Постоянных жителей было: в 1926—194, в 1949—233, в 1958—136, в 1970—287, в 1979—129, в 1989—101, 114 в 2002 году (татары 99 %), 307 в 2010.